# Cyril Norman Hinshelwood

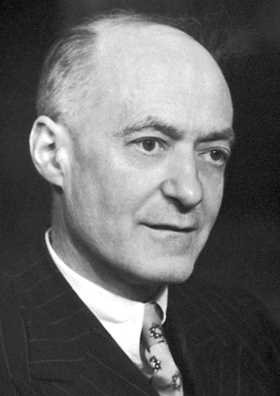
Norman Hinshelwood

Sir Cyril Norman Hinshelwood (* 19. Juni 1897  in London; † 9. Oktober 1967 ebenda) war ein britischer Chemiker.

## Leben und Werk
Hinshelwood studierte an der Westminster City School und später am Balliol College der University of Oxford, wo er auch promovierte. Während des Ersten Weltkriegs arbeitete er in einer Sprengstofffabrik. Zwischen 1921 und 1937 war er Dozent am Trinity College. 1937 wurde er Professor für Chemie an der Universität Oxford. 
Seit 1929 war Hinshelwood Mitglied der Royal Society, der er zwischen 1955 und 1960 als  Präsident vorstand. 1939 erhielt er den Liversidge Award der Royal Society of Chemistry. Die Royal Society zeichnete ihn 1947 mit der Royal Medal und 1962 mit der Copleymedaille aus. 1948 wurde er in den Adelsstand erhoben und erhielt 1960 den Order of Merit. Ferner war er Präsident der Chemical Society, der Faraday Society und ab 1959 Mitglied der Deutschen Akademie der Naturforscher Leopoldina. 1951 wurde er in die American Academy of Arts and Sciences, 1958 in die damalige Akademie der Wissenschaften der UdSSR, 1960 in die National Academy of Sciences, 1961 in die Royal Society of Edinburgh und 1963 in die American Philosophical Society gewählt.
Zu seinen Arbeitsgebieten zählten unter anderem kinetische Untersuchungen chemischer Reaktionen, vor allem zur Bildung von Wasser aus den Elementen. Zusammen mit Harold Warris Thompson untersuchte er die Explosionsreaktion von Wasserstoff mit Sauerstoff und beschrieb das Phänomen der Kettenreaktion. Für diese Arbeiten erhielt er zusammen mit Nikolai Nikolajewitsch Semjonow 1956 den Nobelpreis für Chemie. Im weiteren Verlauf untersuchte er die chemischen Veränderungen in Bakterienzellen, die später in der Antibiotikaforschung von großem Nutzen waren. Er veröffentlichte hierzu u. a. die Bücher The Chemical Kinetics of the Bacterial Cell (1946) und Growth, Function and Regulation in Bacterial Cells (1966).
Seinen Namen trägt der Langmuir-Hinshelwood-Mechanismus, der die Reaktion zweier Ausgangsstoffe an einer Katalysatoroberfläche beschreibt, und der Lindemann-Hinshelwood-Mechanismus.
Hinshelwood war nie verheiratet. Er sprach mehrere Sprachen fließend. Zu seinen Hobbys zählten das Malen, chinesische Töpferkunst, sowie fremdsprachliche Literatur.
Am 17. April 2009 benannte die Internationale Astronomische Union den Mondkrater Hinshelwood nach ihm.